# 4664 Hanner
A 4664 Hanner (ideiglenes jelöléssel 1985 PJ) a Naprendszer kisbolygóövében található aszteroida. Edward L. G. Bowell fedezte fel 1985. augusztus 14-én.